# Giuseppe Cappadonia
Giuseppe Cappadonia (Messina, 1888 – Spilimbergo, 1978) è stato un illustratore e fumettista italiano.
Autore di manifesti pubblicitari (per Campari, Pirelli, Amaro Ramazzotti, Liquore Strega, San Pellegrino, Olio Carli, General Motors, ecc.), di cartelloni per il cinema muto (Miss Demonio, Rocambole, ecc.) e di vignette umoristiche di propaganda durante la prima guerra mondiale, fu anche illustratore del Ricettario Carli pubblicato per la prima volta nel 1936. Come autore di fumetti, collaborò alla rivista Intrepidoo e fu maestro di Lina Buffolente. Lavorò inoltre con l'editore Ventura in qualità di direttore artistico e illustratore.

## Intrepido
Elenco degli albi disegnati da Cappadonia tra il 1937 e il 1942.

### Albi dell'Intrepido
Albo n. 5: La figlia del re
Albo n. 9: Principessa mendicante
Albo n. 13: Lo stregone Ramse
Albo n. 14: Dick l'intrepido
Albo n. 18: Il segreto dell'esploratore
Albo n. 20: Nel paese di Leopardo nero
Albo n. 21: Dino il piccolo siciliano
Albo n. 23: Il burattinaio eroico
Albo n. 26: I due volontari
Albo n. 28: Il vampiro di La-Luah
Albo n. 32: L'impavido
Albo n. 34: Rudi il giovinetto vendicatore
Albo n. 35: La dama celeste
Albo n. 38: I sobillatori del Riff
Albo n. 45: La capanna sul Don
Albo n. 48: Le Ali dell'Aquilotto
Albo n. 51: L'arabo bianco
Albo n. 74: Innocente!
Albo n. 97: Giovinezza Maltese
Albo n. 99: L'eroe della grande armata
Albo n. 114: Il dominatore del Mondo

### Albi Super Giganti
Albo n. 8: Il capitano eroico
Albo n. 22: Olga, l'orfanella eroica